# Kullings kontrakt
Kullings kontrakt är ett kontrakt i Skara stift inom Svenska kyrkan. Kontraktet omfattar gamla Kullings, Bjärke och Gäsene härad inklusive tätorten (före detta staden) Alingsås.
Kontraktskoden är 0314.

## Administrativ historik
Kontraktet omfattade från före 1962
- Alingsås stadsförsamling som 1967 uppgick i Alingsås församling
- Alingsås landsförsamling som 1967 uppgick i Alingsås församling
- Rödene församling som 1967 uppgick i Alingsås församling
- Bälinge församling som 1967 uppgick i Alingsås församling
- Ödenäs församling
- Hemsjö församling
- Lena församling som 1992 uppgick i Lena-Bergstena församling som 2002 uppgick i en återbildad Lena församling
- Bergstena församling som 1992 uppgick i Lena-Bergstena församling som 2002 uppgick i en återbildad Lena församling
- Fullestads församling som 2002 uppgick i en återbildad Lena församling
- Hols församling
- Siene församling som 2002 uppgick i Hols församling
- Horla församling som 2002 uppgick i Hols församling
- Långareds församling som 2006 uppgick i Bjärke församling
- Nårunga församling
- Skogsbygdens församling som 2006 uppgick i Nårunga församling
- Ljurs församling som 2006 uppgick i Nårunga församling
- Ornunga församling som 2006 uppgick i Asklanda församling
- Kvinnestads församling som 2006 uppgick i Asklanda församling
- Asklanda församling
- Algutstorps församling
- Kullings-Skövde församling som 2002 uppgick i Algutstorps församling
- Tumbergs församling som 1989 uppgick i Kullings-Skövde församling
- Södra Härene församling som 2002 uppgick i Algutstorps församling
- Landa församling som 2002 uppgick i Algutstorps församling

följande församlingar ingick i kontraktet till 1962 och ingår åter från 1995 för att däremellan ingått i Herrljunga kontrakt
- Herrljunga församling som 2021 uppgick i Herrljungabygdens församling
- Remmene församling som 2010 uppgick i Herrljunga landsbygdsförsamling som 2021 uppgick i Herrljungabygdens församling
- Fölene församling som 2010 uppgick i Herrljunga landsbygdsförsamling
- Eggvena församling som 2010 uppgick i Herrljunga landsbygdsförsamling
- Tarsleds församling som 1964 uppgick i Eggevena församling
- Bråttensby församling som 2010 uppgick i Herrljunga landsbygdsförsamling
- Södra Björke församling som 2010 uppgick i Hudene församling
- Vesene församling som 2010 uppgick i Hovs församling
- Grude församling som 2010 uppgick i Hovs församling
- Jällby församling som 2010 uppgick i Hudene församling
- Hudene församling som 2021 uppgick i Herrljungabygdens församling

1962 tillfördes från Väne kontrakt
- Stora Mellby församling som 2006 uppgick i Bjärke församling
- Magra församling som 2006 uppgick i Bjärke församling
- Erska församling som 2006 uppgick i Bjärke församling
- Lagmansereds församling som 2006 uppgick i Bjärke församling

1995 tillfördes från då upphörda Herrljunga kontrakt 
- Ods församling som 2010 uppgick i Östra Gäsene församling som 2021 uppgick i Herrljungabygdens församling
- Molla församling som 2010 uppgick i Hovs församling
- Alboga församling som 2010 uppgick i Östra Gäsene församling
- Öra församling som 2010 uppgick i Östra Gäsene församling
- Eriksbergs församling som 2010 uppgick i Östra Gäsene församling
- Mjäldrunga församling som 2010 uppgick i Östra Gäsene församling
- Broddarps församling som 2010 uppgick i Östra Gäsene församling
- Hovs församling som 2021 uppgick i Herrljungabygdens församling
- Källunga församling som 2010 uppgick i Hudene församling
- Skölvene församling som 2010 uppgick i Hudene församling